# Pentagonikositetraeder

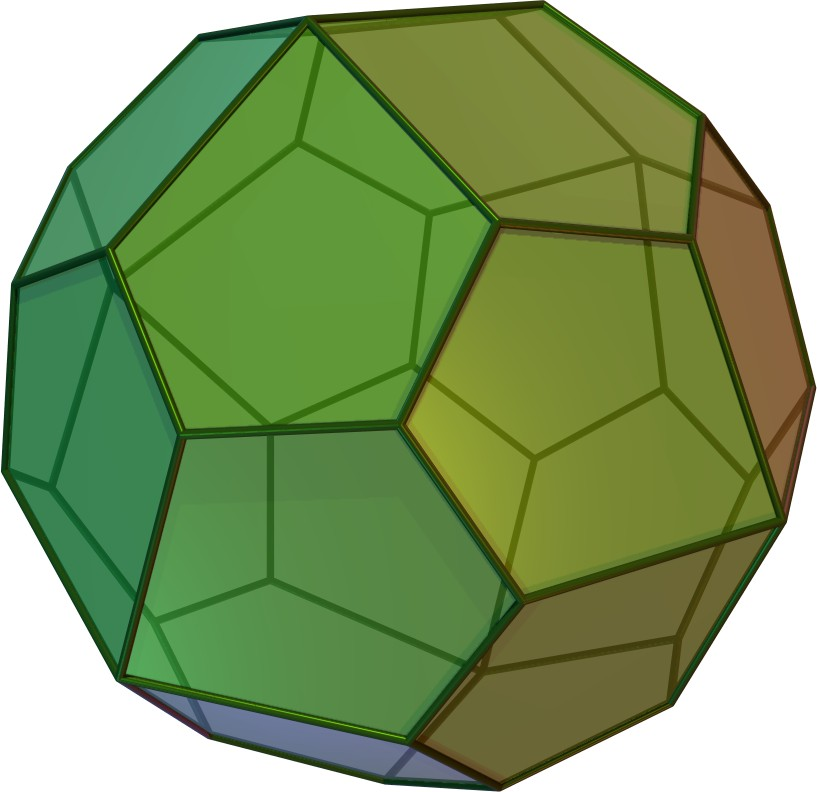
3D-Ansicht eines Pentagonikositetraeders (Animation)

Netz des Pentagonikositetraeders

Das Pentagonikositetraeder ist ein  chirales Polyeder, das sich aus 24 unregelmäßigen Fünfecken zusammensetzt und zu den Catalanischen Körpern zählt. Es ist dual zum abgeschrägten Hexaeder und hat 38 Ecken sowie 60 Kanten.
Die folgenden Bilder zeigen zwei zueinander spiegelbildliche Pentagonikositetraeder.

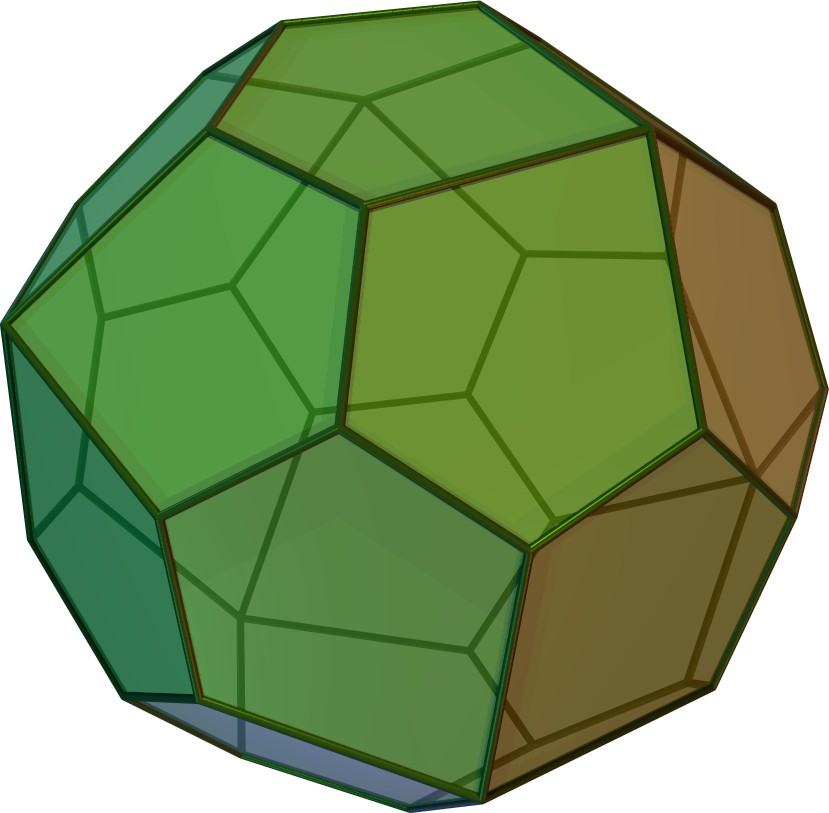
Spiegelvariante 1
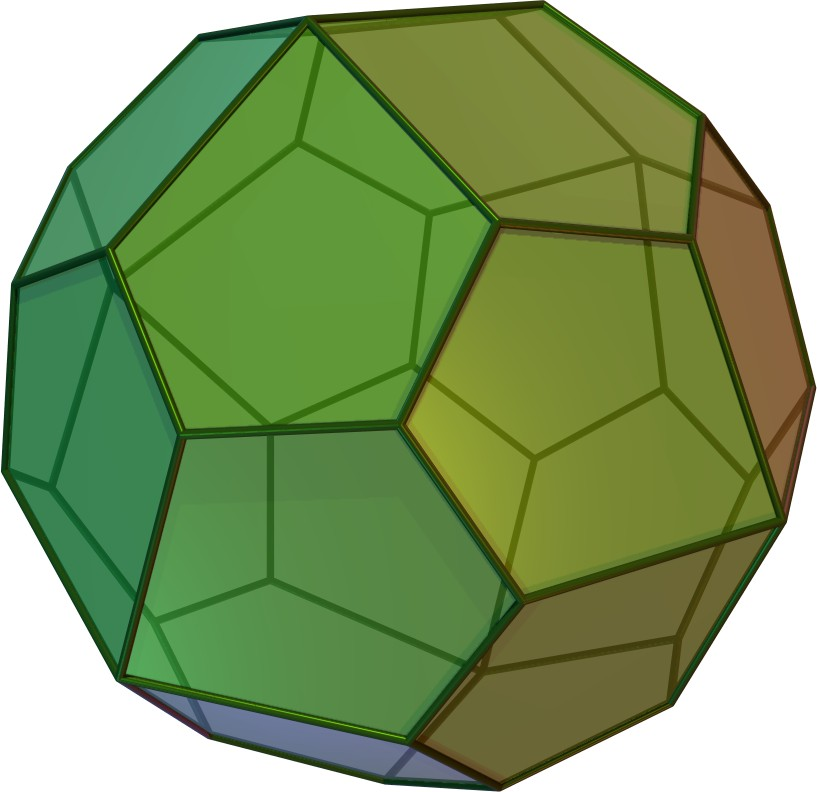
Spiegelvariante 2

## Entstehung

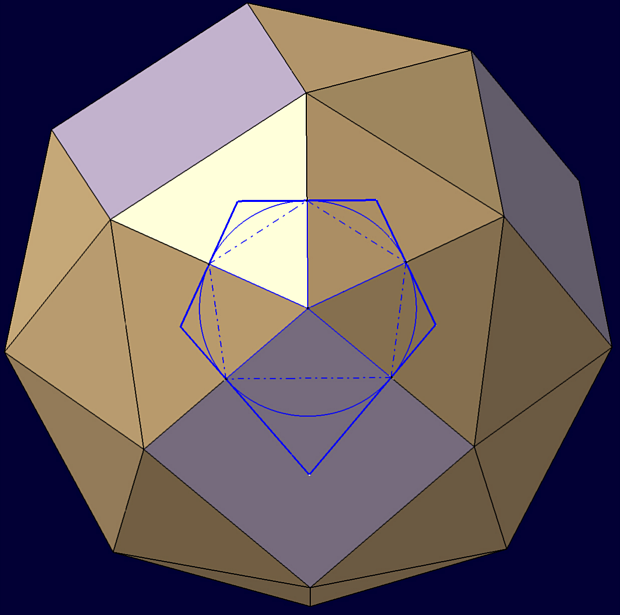
Konstruktion des Tangentenfünfecks am abgeschrägten Hexaeder

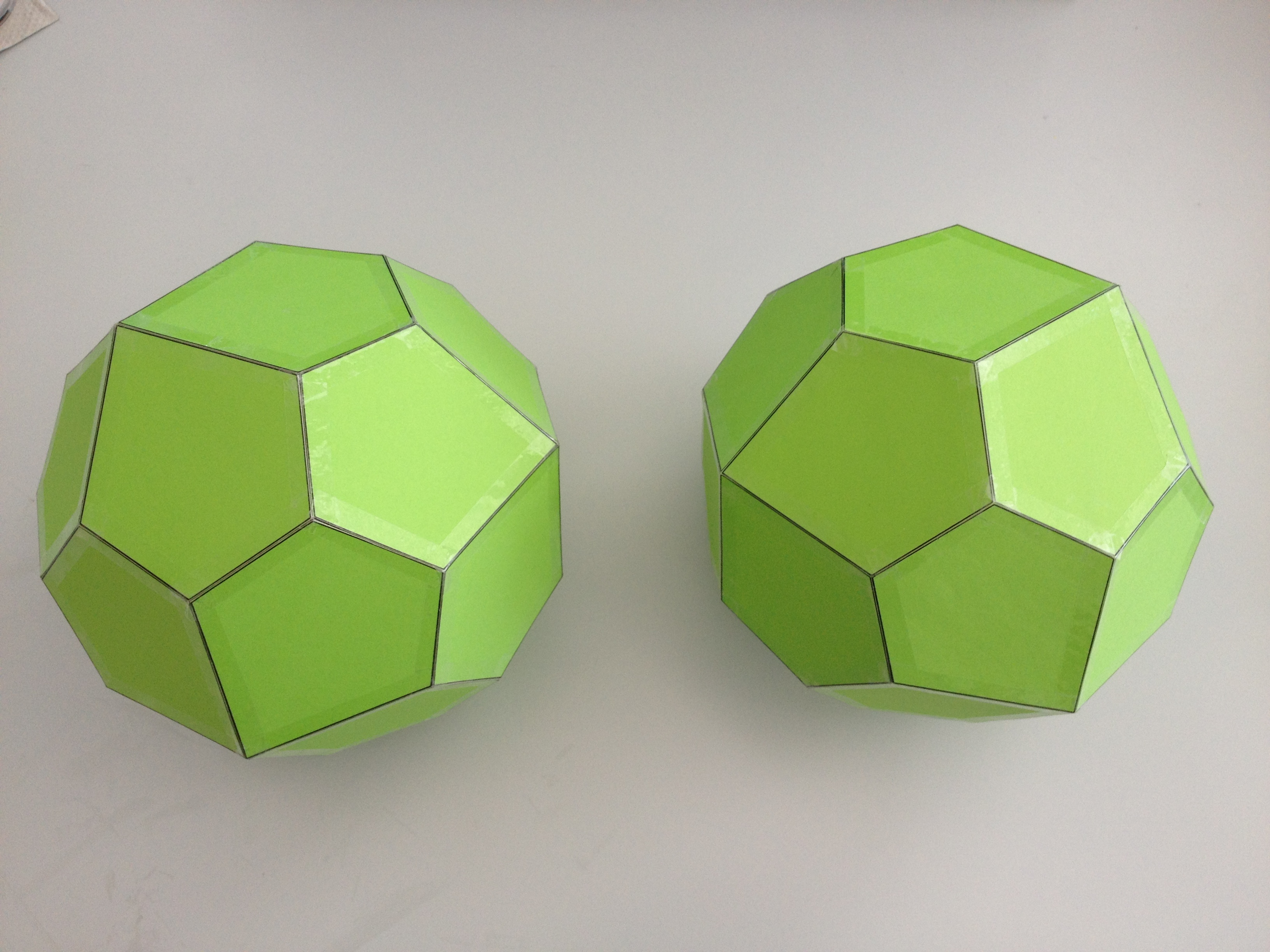
Links- und rechtshändige Version eines Pentagonikositetraeders (Pappmodelle)

Durch Verbinden der Mittelpunkte von jeweils fünf Kanten, die in jeder Raumecke des abgeschrägten Hexaeders zusammenstoßen, entsteht ein Sehnenfünfeck, dessen Umkreis gleichzeitig Inkreis des Tangentenfünfecks, der Begrenzungsfläche des Pentagonikositetraeders, ist. Bei diesem speziellen Typ sind alle Flächenwinkel gleich groß (≈ 136°), und es existiert ein einheitlicher Kantenkugelradius.
Nachfolgend bezeichne der Term {\displaystyle t} den Kosinus des kleineren Zentriwinkels {\displaystyle \zeta } im zuvor erwähnten Sehnenfünfeck.
{\displaystyle t=\cos \,\zeta ={\frac {1}{6}}\left({\sqrt[{3}]{19+3{\sqrt {33}}}}+{\sqrt[{3}]{19-3{\sqrt {33}}}}-2\right)}
Sei {\displaystyle d} die Kantenlänge des abgeschrägten Hexaeders, so sind die resultierenden Seitenlängen des Tangentenfünfecks gegeben durch
{\displaystyle a={\frac {d}{2}}{\sqrt {2+2t}}}
{\displaystyle b={\frac {d}{\sqrt {2+2t}}}}
Daraus folgt:
{\displaystyle a=b\,(1+t)}

## Verwandte Polyeder

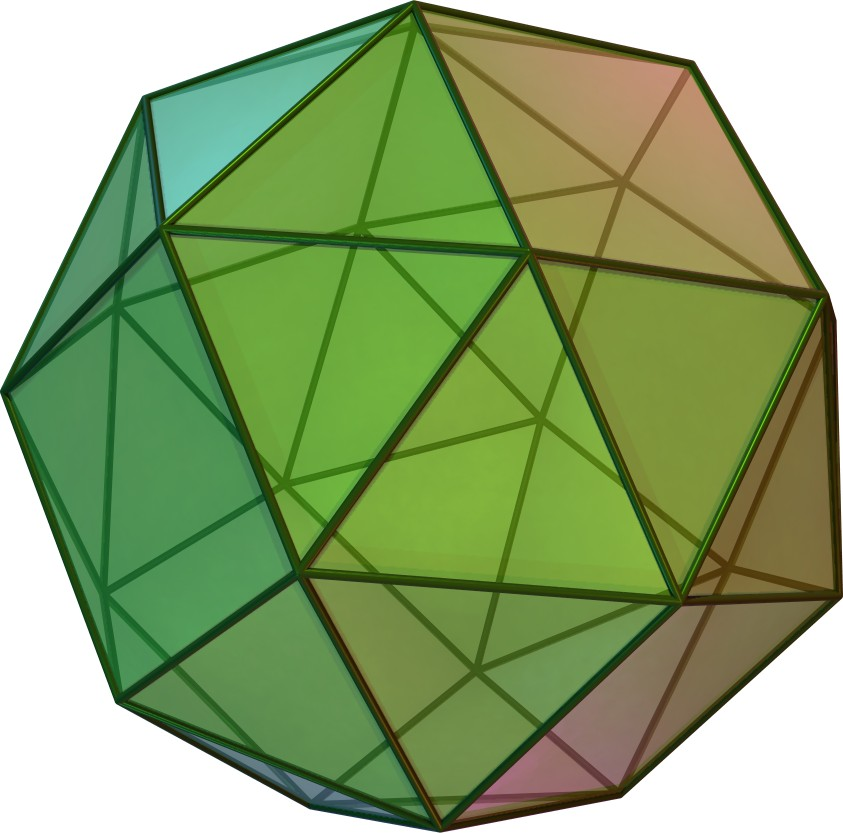
Dualer Körper: Abgeschrägtes Hexaeder
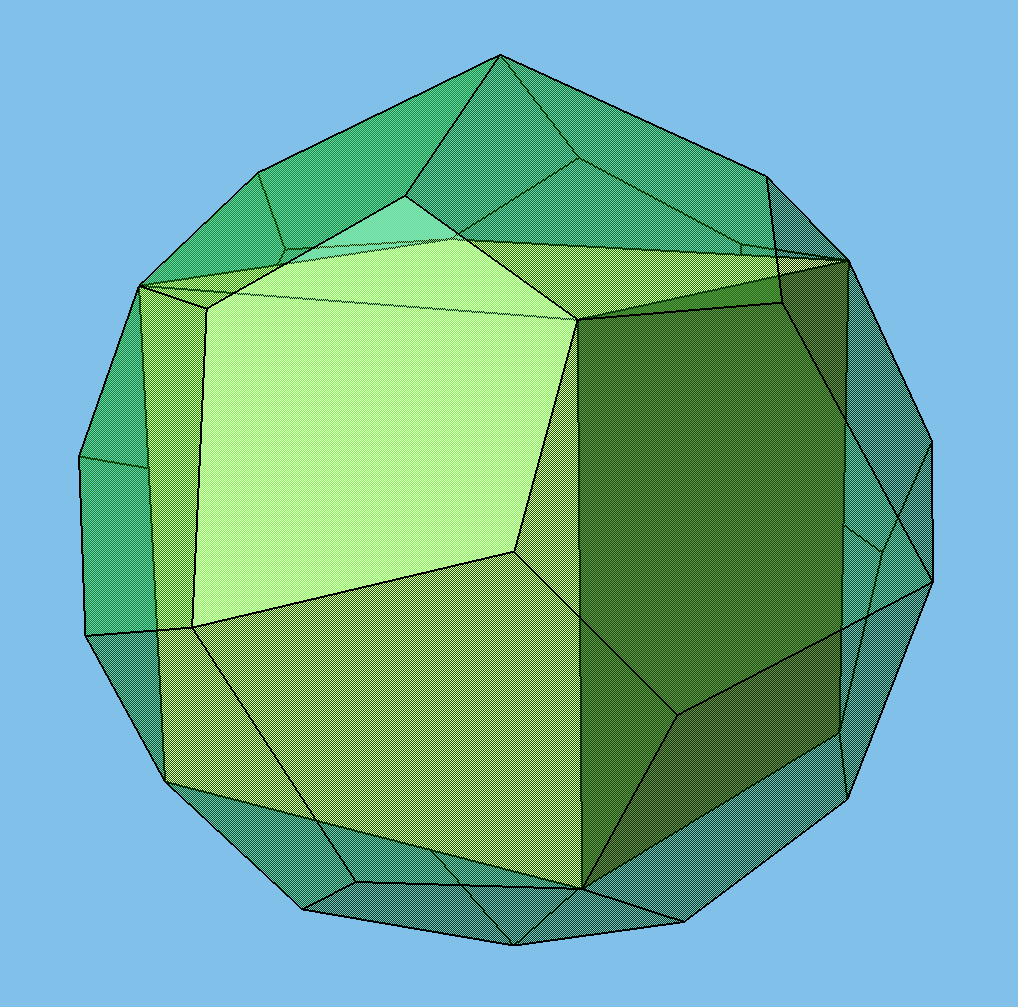
Einbeschriebener Würfel
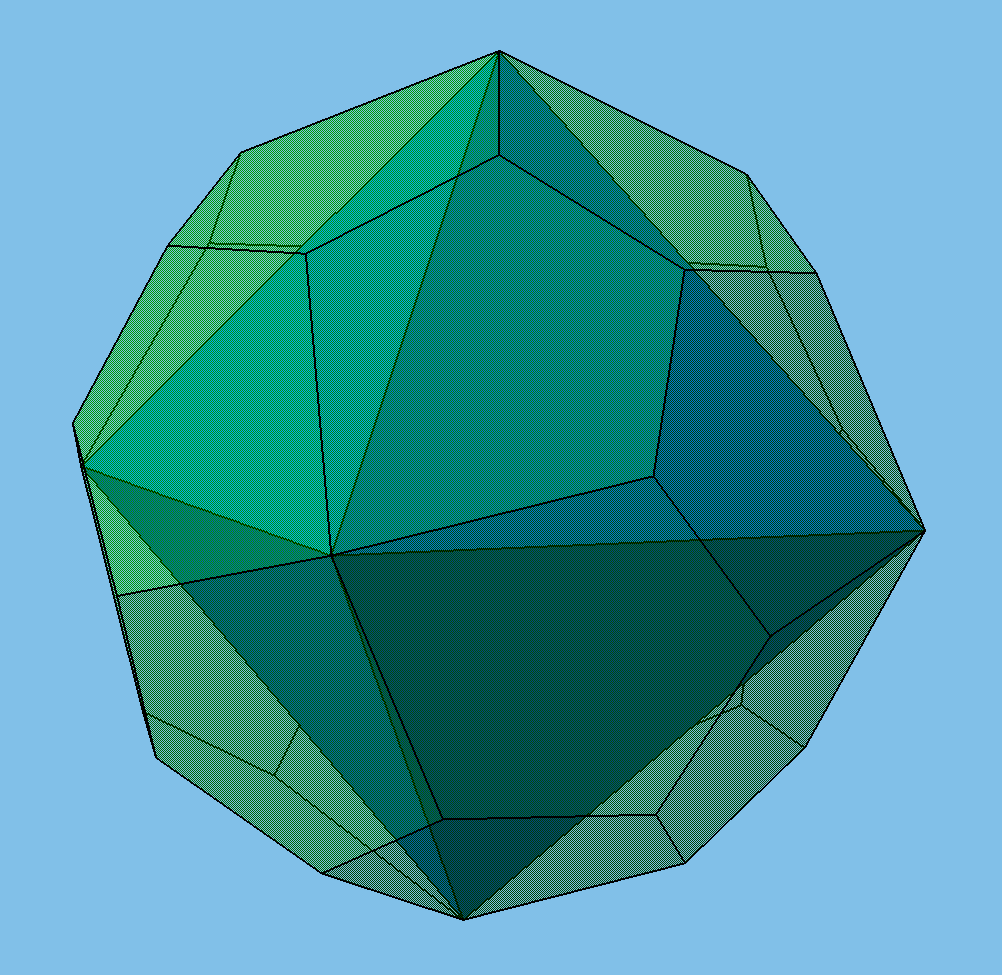
Einbeschriebenes Oktaeder

## Formeln

### Für das Polyeder
| Größen eines Pentagonikositetraeders mit Kantenlänge a bzw. b | Größen eines Pentagonikositetraeders mit Kantenlänge a bzw. b                                                                      |
| ------------------------------------------------------------- | --- |
| Volumen ≈ 12,45a3 ≈ 35,63b3                                   | {\displaystyle V={\frac {4a^{3}(2+3t){\sqrt {1-2t}}}{(1+t)(1-4t^{2})}}={\frac {2b^{3}(1+t)(2+3t)}{(1-2t^{2}){\sqrt {1-2t}}}}}      |
| Oberflächeninhalt ≈ 27,19a2 ≈ 54,8b2                          | {\displaystyle A_{O}={\frac {24a^{2}(2+3t)}{1+2t}}{\sqrt {\frac {1-t}{1+t}}}={\frac {12b^{2}(2+3t)}{(1-2t^{2})}}{\sqrt {1-t^{2}}}} |
| Kantenkugelradius                                             | {\displaystyle r={\frac {a}{\sqrt {2\,(1+t)(1-2t)}}}=b\,{\sqrt {\frac {1+t}{2\,(1-2t)}}}}                                          |
| Inkugelradius                                                 | {\displaystyle \rho ={\frac {a}{2{\sqrt {(1-2t)(1-t^{2})}}}}={\frac {b}{2}}\,{\sqrt {\frac {1+t}{(1-t)(1-2t)}}}}                   |
| Flächenwinkel ≈ 136° 18′ 33″                                  | {\displaystyle \cos \,\alpha ={\frac {t}{t-1}}}                                                                                    |
| Sphärizität ≈ 0,9556                                          | {\displaystyle \Psi ={\frac {\sqrt[{3}]{36\,\pi \,V^{2}}}{A_{O}}}}                                                                 |

### Für die Begrenzungsflächen

Größen im Fünfeck des Pentagonikositetraeders

| Größen des Tangentenfünfecks     | Größen des Tangentenfünfecks                                                                                                  |
| -------------------------------- | --- |
| Flächeninhalt                    | {\displaystyle A={\frac {a^{2}(2+3t)}{1+2t}}{\sqrt {\frac {1-t}{1+t}}}={\frac {b^{2}(2+3t)}{2\,(1-2t^{2})}}{\sqrt {1-t^{2}}}} |
| Inkreisradius                    | {\displaystyle r={\frac {a}{2{\sqrt {1-t^{2}}}}}={\frac {b}{2}}\,{\sqrt {\frac {1+t}{1-t}}}}                                  |
| Diagonale {\displaystyle \\|\,b} | {\displaystyle e=2a\,(1-2t^{2})=b\,(1+2t)}                                                                                    |
| Stumpfe Winkel(4) ≈ 114° 48′ 43″ | {\displaystyle \cos \,\alpha =-t}                                                                                             |
| Spitzer Winkel (1) ≈ 80° 45′ 6″  | {\displaystyle \cos \,\beta =1-2t}                                                                                            |